# 정양성
정양성(鄭亮聖, 경남 진주)은 대한민국의 공무원이다. 

## 학력
- 1976년 : 진주고등학교 졸업
- 1984년 : 단국대학교 행정학 학사
- 1987년 : 서울대학교 행정대학원 행정학 석사

## 경력
- 1984 ~ 1988 : 서울특별시 산업경제국 근무
- 1988 : 통상산업부 기획실 근무
- 2007 : 정보통신부 감사관
- 2008 ~ 2011 : 국가보훈처 보훈심사위원회 상임위원
- 2011 ~ 2013 : 국가보훈처 차장

## 수상
- 1992년 : 대통령 표창

| 전임 우무석 | 제25대 국가보훈처 차장 2011년 12월 5일 ~ 2013년 5월 27일 | 후임 최완근 |